# Thủy điện Don Sahong
Thủy điện Don Sahong là công trình thủy điện xây dựng trên một chi lưu của sông Mekong ở khu vực Siphandon tỉnh Champasak, miền nam Lào.
Tại khu vực Siphandon và thác Khone thì sông Mekong chia thành mạng lưới rất nhiều nhánh và tạo ra bốn ngàn đảo ("si phan don" trong tiếng Lào), trong đó được coi là có 18 dòng thuộc loại đủ lớn. Đập Don Sahong nằm trên một dòng không lớn trong số các dòng chảy trên, ở phía đông "đảo Sahong" (don Sahong), và ở vị trí cách biên giới Lào - Campuchia chưa đầy 2 km phía thượng lưu.
Thủy điện Don Sahong có công suất lắp máy 260 MW, khởi công 1/2016, chưa rõ ngày hoàn thành.